# Tom Pursglove
Thomas Christopher John Pursglove (né le 5 novembre 1988) est un homme politique du Parti conservateur britannique. Il est député pour Corby de 2015 à 2024. Lors de son élection en 2007, il est le plus jeune conseiller conservateur du pays et entre le 7 mai 2015 et le 9 juin 2017, il est le plus jeune député conservateur. 
En août 2019, Pursglove est nommé whip adjoint du gouvernement par Boris Johnson.

## Jeunesse et carrière
Pursglove est né à Kettering le 5 novembre 1988. Il fait ses études à la Sir Christopher Hatton School, une école polyvalente de l'État dans la ville de Wellingborough dans le Northamptonshire, où il a grandi, et est diplômé de Queen Mary, Université de Londres en 2009 avec un diplôme en politique. 
En 2007, à l'âge de 18 ans, Pursglove est devenu le plus jeune conseiller du pays lorsqu'il est élu pour Croyland Ward au conseil d'arrondissement de Wellingborough. L'élection a vu le Parti conservateur étendre sa domination à Wellingborough, remportant 30 des 36 postes disponibles avec notamment la nomination de trois adolescents. Pursglove est réélu en 2011, mais ne s'est pas présenté de nouveau en 2015. 
En plus de son rôle de conseiller, il travaille comme Secrétaire parlementaire du député conservateur de Daventry Chris Heaton-Harris et avec le député conservateur de Wellingborough Peter Bone. Avant d'être élu député, Pursglove est vice-président de la Wellingborough Conservative Association. 

## Carrière parlementaire
Pursglove est élu député de Corby aux élections générales de 2015 avec une majorité de 2 412 voix (4,3%). Il a repris pour les conservateurs un siège qui avait été perdu en faveur du parti travailliste lors d'une élection partielle de 2012 après que l'ancienne députée conservatrice Louise Mensch s'est retirée. 
En juillet 2016, après que Theresa May est devenue Premier ministre, Pursglove est nommét Secrétaire parlementaire privé de Robert Goodwill, ministre d'État à l'Immigration au ministère de l'Intérieur. 
Pursglove est réélu aux élections générales de 2017 avec une majorité légèrement augmentée de 2960 voix. 
En février 2018, à la suite de l'annonce que le Conseil du comté de Northamptonshire a déposé un avis "en vertu de l'article 114", le mettant dans des mesures de sauvegarde à la suite d'une crise financière, Pursglove est l'un des sept députés locaux à avoir publié une déclaration faisant valoir que les problèmes étaient dus à une mauvaise gestion de la part des conseillers conservateurs qui la dirigeaient plutôt qu'à des compressions budgétaires du gouvernement conservateur. Ils ont en outre soutenu que les commissaires du gouvernement devraient prendre en charge le fonctionnement du Conseil. 
Après la publication du livre blanc Checkers Brexit et la démission de Ben Bradley sur sa perception que le gouvernement ne délivrait pas le bon type de Brexit, Pursglove prend le poste de vice-président du Parti conservateur pour la jeunesse le 27 juillet 2018. En Février 2019, le député conservateur Nigel Huddleston remplace Pursglove dans le rôle à la suite de sa démission à l'approche du parti sur le Brexit. 

## Opinions politiques
Pursglove est l'un des fondateurs de Grassroots Out, une organisation qui prône le retrait du Royaume-Uni de l'Union européenne. L'organisation est dirigée par des politiciens de divers partis politiques, dont le député conservateur Peter Bone et la députée travailliste Kate Hoey. En février 2016, il a été annoncé que Pursglove et son collègue député conservateur Peter Bone seraient des orateurs à la conférence de printemps de l'UKIP. Bien qu'il soit rare que des représentants de partis politiques rivaux apparaissent à de tels événements, ils ont fait valoir qu'ils y vont comme représentants du groupe Grassroots Out.   
Pursglove plaide pour l'abolition du Département de l'énergie et du changement climatique et a exprimé son scepticisme quant à l'influence humaine sur le changement climatique. Au Parlement, il vote pour réduire la réglementation sur la fracturation hydraulique et, à la lumière de cela, est critiqué par les militants écologistes pour avoir reçu des dons de sociétés d'énergie. Il remet en question les dépenses publiques consacrées à la réduction des émissions de carbone au Royaume-Uni au motif que des pays comme la Chine produisent plus d'émissions et doivent donc prendre plus de mesures. Il a toujours voté contre les mesures visant à lutter contre le changement climatique depuis qu'il est devenu député. Entre 2013 et 2016, Pursglove est directeur, aux côtés de Chris Heaton-Harris, de Together Against Wind, une société de lobbying qui aide à faire évoluer la politique du gouvernement contre la promotion de l'installation d'énergie éolienne terrestre. 